# 캐나다 라이프 센터
캐나다 라이프 센터(영어: Canada Life Centre)는 캐나다 매니토바주 위니펙에 위치한 실내 경기장이다. NHL 위니펙 제츠와 AHL 매니토바 무스, CEBL 위니펙 시 베어즈의 홈경기장으로 사용되고 있다.

## NBA프리시즌 경기
| 날짜             | 팀1                 | 스코어    | 팀2                 |
| ---------------- | ------------------- | --------- | ------------------- |
| 2012년 10월 24일 | 디트로이트 피스턴스 | 76 - 95   | 미네소타 팀버울브스 |
| 2015년 10월 10일 | 시카고 불스         | 114 - 105 | 미네소타 팀버울브스 |